# Tulpenburg (Amstel)

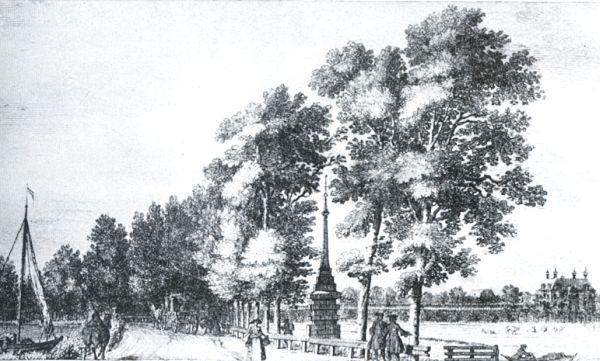
De banpaal aan de Amstel met Tulpenburg op de achtergrond. (tekening uit 1731)

Tulpenburg is de naam van een niet meer bestaande buitenplaats aan de Amstel bij Amsterdam. Het was oorspronkelijk een hofstede, die in het bezit was van Abel Matthijsz. Burgh (1580-1646), een graanhandelaar en zoon van een bierbrouwer in de Warmoesstraat. In 1622 kocht hij een huis tegenover de Zuiderkerk, tegenwoordig onderdeel van het Huis de Pinto. In 1634 kocht hij kavels in 's Graveland, nu bekend als Schaep en Burgh. Hij was de kinderloze oom van o.a. burgemeester Albert Burgh.  De erfenis werd onder neven en nichten verdeeld middels loting. Na het huwelijk van Anna Burgh in 1650 met Dirck Tulp, zoon van de arts Nicolaes Tulp, werd het buitenhuis hernoemd tot Tulpenburg.
In het midden van de 17e eeuw betrokken veel welgestelde Amsterdamse families een buitenplaats vanwege de pest die in 1655 opdook. Tulp werd in die tijd beboet omdat hij clandestien een os had laten slachten achter het huis. Het verhaal gaat dat Benedictus de Spinoza hier enige tijd verbleef, nadat hij 1656 uit Amsterdam was verbannen en voordat hij verhuisde naar Rijnsburg.
Na het overlijden van Dirck Tulp kwam de buitenplaats in handen van Anna Catharina Tulp (1681-1713). Zij was getrouwd met een Nicolaes Witsen, maar niet de gelijknamige burgemeester. In 1717 kocht David de Pinto het buitenhuis van Witsen. In 1750 kwam Stadhouder Willem IV op bezoek, evenals Frederik de Grote in 1755, en Stanislaus Leszczyński, hertog van Lotharingen en ex-koning van Polen. Isaac de Pinto liet in de tuin een fontein aanbrengen en op een eilandje kwam een kleine synagoge. In 1761 werd het buitenhuis door Aaron David de Pinto verkocht en in 1784 is het geheel gesloopt.